# María de Huerva
María de Huerva è un comune spagnolo di 1 531 abitanti situato nella comunità autonoma dell'Aragona.